# Pristimantis festae
Pristimantis festae es una especie de anfibio anuro de la familia Craugastoridae.

## Distribución
Esta especie es endémica de la Cordillera Oriental en Ecuador. Habita en las provincias de Sucumbíos, Napo y Tungurahua entre los 2360 y 4400 m de altitud.

## Descripción
El macho descrito por Peracca mide 21.5 mm y la hembra 23 mm.

## Etimología
Esta especie lleva el nombre en honor a Enrico Festa (1868-1939).

## Publicación original
- Peracca, 1904 : Viaggio del Dr. Enrico Festa nell Ecuador e regioni vicine: Reptili ed Amfibii. Bollettino dei Musei di zoologia e anatomia comparata della Università di Torino, vol. 19, n.º 465, p. 1-41[5]